# Pasaje Carabelas
El Pasaje Carabelas es una calle peatonal ubicada en el centro financiero de la Ciudad de Buenos Aires, Argentina.

## Características
La senda peatonal sólo recorre 100 m dentro del barrio de San Nicolás, en el Microcentro porteño a unos pocos metros del Obelisco de Buenos Aires.
Por Ley 3.769 de la Legislatura de la Ciudad de Buenos Aires, sancionada el 14 de abril de 2011 y promulgada el 11 de mayo del mismo año, el pasaje Carabelas pasó a conformar el "Paseo Enrique Cadícamo", en homenaje al autor y compositor argentino.